# リパカンディダ
リパカンディダ（イタリア語: Ripacandida）は、イタリア共和国バジリカータ州ポテンツァ県にある、人口約1,700人の基礎自治体（コムーネ）。

## 地理

### 位置・広がり

#### 隣接コムーネ
隣接するコムーネは以下の通り。
- アテッラ
- バリーレ
- フィリアーノ
- フォレンツァ
- ジネストラ
- リオネーロ・イン・ヴルトゥレ